# Atolla wyvillei
Atolla wyvillei Haeckel, 1880 è una scifomedusa di acque profonde appartenente alla famiglia Atollidae che vive negli oceani di tutto il mondo. Questa specie è stata nominata in onore di Sir Charles Wyville Thomson, scienziato capo della Spedizione Challenger.

## Descrizione
È generalmente di colore rosso scuro. Generalmente ha 22 tentacoli marginali più un tentacolo ipertrofico, più lungo degli altri, il quale serve a facilitare la cattura della preda. È bioluminescente. Se attaccata, rilascia dei lampi di luce che hanno lo scopo di attirare predatori più grandi che saranno verosimilmente più interessati alla minaccia che non alla medusa stessa. Questo meccanismo di difesa le ha fatto guadagnare il nome di "medusa allarme".